# 더글러스 T. 로스
더글러스 T. 로스(Douglas T. Ross, 본명: 더글러스 테일러 "더그" 로스, Douglas Taylor "Doug" Ross, 1929년 12월 21일 – 2007년 1월 31일)는 미국의 컴퓨터 과학자 선구자이자 소프테크(SofTech, Inc.)의 회장이었다. 컴퓨터 지원 설계에 대한 CAD라는 용어를 창안한 것으로 가장 유명하며, 제조 시 수치 제어를 구동하는 프로그래밍 언어인 APT(자동 프로그래밍 도구)의 아버지이다. 그의 후기 작업은 그가 개발하고 플렉스(Plex)라는 이름을 붙인 사이비 철학에 초점을 맞췄다.

## 같이 보기
- 반자동식 방공조직(SAGE)